# The Breakfast Club
The Breakfast Club (Brasil: Clube dos Cinco / Portugal: O Clube) é um filme estadunidense do gênero dramédia lançado em 1985. Foi escrito e dirigido por John Hughes e estrelado por Emilio Estevez, Anthony Michael Hall, Judd Nelson, Molly Ringwald e Ally Sheedy; inclui também Paul Gleason e John Kapelos no elenco de apoio.
O filme segue um dia na vida de cinco adolescentes que, por terem se comportado mal na escola, ficam detidos um sábado inteiro e tendo que redigir um longo texto, com mais de mil palavras, sobre o que eles pensam sobre si mesmos; apesar de muito diferentes, eles acabam se conhecendo melhor e dividindo seus dramas pessoais. Foi inteiramente rodado em sequência, com as filmagens tendo início em 28 de março de 1984 e terminando em maio do mesmo ano. Seu título vem do apelido inventado por estudantes e funcionários para detenção matinal no New Trier High School, a escola frequentada pelo filho de um dos amigos de John Hughes; assim, aqueles que foram enviados para detenção antes do início da escola foram designados como membros do "The Breakfast Club".
Após estrear em Los Angeles em 7 de fevereiro de 1985, o filme foi lançado comercialmente nos cinemas dos Estados Unidos pela Universal Pictures em 15 de fevereiro do mesmo ano. Arrecadou US$ 51,5 milhões mundialmente contra um orçamento modesto de US$ 1 milhão, sendo aclamdo pela crítica, que o considerou uma das obras mais memoráveis e reconhecíveis de Hughes. O filme se tornou um clássico cult, retratando fielmente a década de 1980 e influenciando o surgimento de muitas outras produções do gênero desde então. A mídia posteriormente se referiu aos cinco atores principais do filme como membros de um grupo chamado "Brat Pack".
Em 2015 o filme foi remasterizado digitalmente para ser exibido em 430 salas de cinema dos Estados Unidos em comemoração ao seu trigésimo aniversário. No ano seguinte, foi selecionado para preservação no National Film Registry pela Biblioteca do Congresso estadunidense sendo considerado "culturalmente, historicamente ou esteticamente significativo".

## Enredo
No sábado, 24 de março de 1984, cinco alunos da fictícia Shermer High School em Shermer, Illinois, estão cumprindo uma detenção na escola: o nerd socialmente desajeitado Brian Johnson, o frenético aspirante a atleta Andrew Clark, a tímida e solitária Allison Reynolds, a garota popular Claire Standish e o rebelde e delinquente John Bender. Eles se reúnem na biblioteca da escola e se encontram com o vice-diretor Richard Vernon, que os alerta para não falarem ou se levantarem de suas cadeiras e atribui a cada um deles a tarefa de escrever uma redação de mil palavras descrevendo "quem você pensa que é".
John ignora as regras impostas pelo vice-diretor, passando seu tempo provocando os outros alunos e desafiando Vernon, que lhe dá oito finais de semana adicionais de detenção. Os estudantes se esguiam pelos corredores do colégio para recuperar um pequeno saco de maconha do armário de John. Ainda assim, quando eles veem Vernon retornando para a biblioteca, John é deliberadamente pego para permitir que os outros alunos voltem furtivamente para a sala da biblioteca. Trancado em um almoxarifado como punição, John é repreendido ainda mais por Vernon, que pede ao jovem para que prove que ele realmente é um homem, oferecendo seu rosto para John dar-lhe um soco, embora o adolescente recusa. Após ser deixado sozinho no local, John logo escapa empilhando coisas para escalar até o teto, onde ele sorrateiramente se esgueira pela tubulação de ar da escola até cair na sala da biblioteca onde estão os outros alunos; Vernon ouve o barulho da queda e vai até a biblioteca, mas os alunos ajudam John a se esconder.
Os estudantes passam o tempo discutindo, ouvindo música e fumando a maconha de John, abrindo-se gradualmente sobre suas vidas domésticas e seus motivos para estarem detidos:
- A popularidade de Claire a submete a intensa pressão dos colegas, enquanto seus pais briguentos a "usam" um contra o outro nas discussões. Sua detenção foi causada por faltar à escola para fazer compras.
- John revela que sofre de abuso físico (juntamente com sua mãe) de seu pai, chegando a mostrar uma queimadura de charuto em seu braço, bem como outros ferimentos que ele sofreu por seu pai ter abusado fisicamente dele. Ele está cumprindo detenção por acionar um falso alarme de incêndio na escola.
- Andrew foi influenciado pela cultura atleta e é frequentemente cobrado por seu pai para ser um lutador de wrestling. Ele foi detido por colar as nádegas de um aluno com fita adesiva na tentativa de obter a aprovação de seus companheiros de equipe e de seu pai.
- Brian está sob tanta pressão acadêmica de seus pais para tirar boas notas que ele pensou em suicídio depois de tirar uma nota F nas aulas de oficina. Ele foi enviado para detenção por trazer um sinalizador para a escola, a qual ele tinha a intenção de usar para tirar sua própria vida.
- Allison é uma mentirosa compulsiva, principalmente com seus pais negligentes. Ela constantemente furta objetos para usar caso algum dia fuja de casa. Allison afirma que compareceu à detenção por falta de algo melhor para fazer.

Apesar das diferenças, os alunos percebem que todos enfrentam problemas semelhantes; Andrew e Allison se unem por causa de seus relacionamentos complexos com os pais; Brian e Claire sentem ansiedade por serem virgens. Ainda assim, o grupo suspeita que as suas novas amizades terminarão quando a detenção acabar. Enquanto isso, Vernon reclama com o zelador, Carl, que os alunos se tornaram menos disciplinados, mas Carl sugere que Vernon é quem mudou e se preocupa muito com o que seus alunos pensam dele.
Através de um consenso entre os alunos, Brian é incumbido de escrever a redação pedida pelo Sr. Vernon em nome de todos. Enquanto isso, Claire aplica maquiagem em Allison, o que desperta o interesse romântico de Andrew, e John rasteja pela tubulação de volta para o almoxarifado, onde Claire aparece escondida minutos depois e desafia sua reputação de "imaculada" beijando-o. Mais tarde, quando os pais dos alunos vão busca-los de carro, Allison e Andrew se beijam com ela arrancando o emblema do campeonato estadual de sua jaqueta para guardá-lo; Claire dá a John um de seus brincos de diamante, e eles também se beijam antes de Claire entrar no carro.
Vernon lê a redação de Brian, que afirma que o vice-diretor fez suposições mesquinhas sobre todos eles, declarando: "cada um de nós é um cérebro (lido por Brian), um atleta (Andrew), um caso perdido (Allison), uma princesa (Claire) e um criminoso (John). Isso responde à sua pergunta? Atenciosamente, 'The Breakfast Club'". O filme então se encerra mostrando John cruzando o campo de futebol da escola ao mesmo tempo que triunfantemente levanta o punho no ar enquanto volta para casa.

## Elenco
- Emilio Estevez como Andrew Clark: um aluno atleta que foi condenado à detenção no sábado por colar as nádegas de outro aluno.
- Judd Nelson como John Bender: um aluno marginal que foi condenado à detenção no sábado por acionar o alarme de incêndio e é o que mais discute com o diretor Vernon. Ele tem um pai abusivo que lhe agride tanto verbalmente quanto fisicamente, tendo inclusive uma queimadura no braço provocada por um charuto aceso que seu pai lhe esfregou por derramar tinta na garagem de casa.
- Molly Ringwald como Claire Standish: uma patricinha que foi condenada à detenção no sábado por faltar à escola para poder fazer compras. Seus pais estão à beira do divórcio e a "usam" incessantemente para se vingarem durante as discussões.
- Anthony Michael Hall como Brian Johnson: um nerd CDF que foi condenado à detenção no sábado por trazer um sinalizador que seria usado em uma tentativa de suicídio. A pressão constante de seus pais para que ele tirasse boas notas o levou a essa tentativa.
- Ally Sheedy como Allison Reynolds: uma estranha adolescente que é um "caso perdido" que não foi condenada à detenção no sábado, comparecendo a esta apenas porque não encontrou nada melhor para fazer. Seus pais a negligenciam, o que a leva a pensar em fugir de casa.
- Paul Gleason como Richard Vernon: o vice-diretor mal-humorado e dominador da Shermer High School que supervisiona a detenção do sábado. Ele é combativo com os alunos, principalmente com John, e os julga com base em seus estereótipos sociais.
- John Kapelos como Carl Reed: zelador da Shermer High School que parece ter uma relação amigável com Brian.
- Ron Dean como Sr. Clark: o pai de Andrew que constantemente o pressiona para ser um bom atleta. Quando era jovem, Clark também fazia algumas delinquências na escola, mas ao contrário de seu filho, ele nunca foi pego; quando Andrew colou as nádegas de um aluno com fita adesiva (o que causou sua detenção) ele estava fazendo isso para agradar seu pai.
- Mercedes Hall como Sra. Johnson: a mãe rígida de Brian, que o pressiona para se sair bem nos testes e parece antipática à tentativa de suicídio de seu filho.
- Mary Christian como irmã menor de Brian.
- Tim Gamble como Sr. Standish: o pai condescendente de Claire.
- Perry Crawford e Fran Gargano como Sr. e Sra. Reynolds, respectivamente: os pais negligentes de Allison.
- John Hughes como Sr. Johnson (não creditado): o pai de Brian que vem buscá-lo de carro após o fim da detenção.

## Produção

### Desenvolvimento
O título de projeto do filme era originalmente "The Lunch Bunch", mas após saber que um filho de um amigo estava de detenção numa escola cujo grupo era conhecido como "The Breakfast Club" (numa tradução literal: "Clube do Café da Manhã"), o diretor John Hughes decidiu alterar o título, uma vez que achou esse nome muito interessante. Hughes escreveu o roteiro na época em que estava escrevendo também Sixteen Candles; ele escreveu o roteiro de The Breakfast Club em apenas dois dias (mais precisamente entre 4 a 5 de julho de 1982), o que impressionou os executivos da Universal a ponto de Hughes conquistar sua estreia como diretor de cinema já em Sixteen Candles, em 1984.

### Escolha de elenco
Molly Ringwald e Anthony Michael Hall já haviam trabalho com Hughes em Sixteen Candles. Perto do final das filmagens, Hughes os convidou para participar de The Breakfast Club. Hall se tornou o primeiro a ser escalado, aceitando rapidamente o papel de Brian Johnson; a mãe e a irmã do ator, Mercedes e Mary respectivamente, atuaram nos mesmos papéis de mãe e irmã de Brian no filme. Ringwald foi originalmente convidada para interpretar a personagem Allison Reynolds, mas ela ficou "muito chateada" porque queria interpretar Claire Standish (então chamada de "Cathy" no primeiro rascunho do roteiro); após a atriz tomar conhecimento que os testes de Robin Wright, Jodie Foster, Diane Lane e Laura Dern para o papel fracassaram, Ringwald finalmente convenceu Hughes e o estúdio a lhe dar a personagem. O papel de Allison foi então repassado para Ally Sheedy.
Emilio Estevez foi originalmente escalado para o papel de John Bender. No entanto, quando Hughes não conseguiu encontrar alguém para interpretar Andrew Clark, Estevez foi reformulado. Nicolas Cage foi considerado para o papel de John Bender, que foi o último papel a ser escalado, com John Cusack e Judd Nelson realizando audições para o papel; Alan Ruck também fez o teste para o papel. Hughes originalmente escalou Cusack, mas decidiu substituí-lo por Nelson antes do início das filmagens, porque Cusack não parecia intimidador o suficiente para o papel. A certa altura, Hughes ficou desapontado com Nelson porque ele permaneceu no personagem mesmo fora das câmeras, tendo inclusive assediado Ringwald por várias vezes nos bastidores, com os outros atores tendo que convencer Hughes a não demiti-lo.
Rick Moranis foi originalmente escalado como o zelador, mas foi dispensado pelo produtor Ned Tanen, que sentiu que o retrato de Moranis para o personagem como uma caricatura russa exagerada não combinava com a natureza séria do filme. Moranis foi substituído por John Kapelos.

### Filmagens

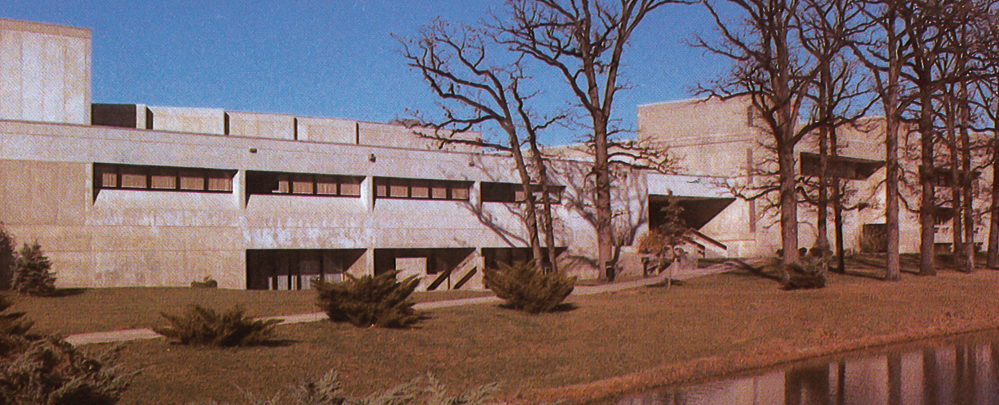
A Maine North High School, uma antiga escola de ensino médio fechada em 1981 localizada em Des Plaines, no estado americano do Illinois, serviu como locação principal para The Breakfast Club.

Em 1999, Hughes disse que seu pedido para dirigir o filme encontrou resistência e ceticismo porque lhe faltava experiência em cinema. Ele finalmente convenceu os investidores do filme de que, devido ao modesto orçamento de US$ 1 milhão e à filmagem em um único local, ele poderia minimizar bastante o risco. Hughes originalmente pensava que The Breakfast Club seria sua estreia na direção, mas a rapidez com que ele terminou o roteiro fez com que ele ganhasse sua primeira chance como diretor já em Sixteen Candles. Ele optou por um cenário insular, em grande parte de um cômodo, e escreveu sobre estudantes do ensino médio, que seriam interpretados por atores mais jovens.
A fotografia principal começou em 28 de março de 1984 e terminou em maio. As filmagens ocorreram na antiga Maine North High School, uma escola de Ensino Médio localizada em Des Plaines, Illinois, que foi fechada em maio de 1981. O mesmo cenário foi usado para cenas internas do filme de 1986 de Hughes, Ferris Bueller's Day Off, que apresentava cenas externas da vizinha Glenbrook North High School. A sala da biblioteca do Maine North High, considerada pequena demais para uso no filme, levou a equipe a construir um cenário virtualmente idêntico, porém maior, no ginásio da escola. Os atores ensaiaram por três semanas e depois rodaram o filme em sequência. Nelson tentou outros gestos para interpretar a cena final até finalmente acertar o punho. Nos comentários do DVD do filme Ferris Bueller's Day Off (na versão lançada em 2004), Hughes revelou que filmou os dois filmes simultaneamente para economizar tempo e dinheiro, e algumas cenas de ambos os filmes apresentam elementos das equipes de filmagem trabalhando no outro filme. Foi relatado que as filmagens brutas de The Breakfast Club totalizaram cerca de 150 minutos de duração.
Durante uma reunião do elenco em homenagem ao 25º aniversário do filme em 2010, Ally Sheedy revelou que existia uma versão do diretor. Contudo, a viúva de Hughes, que também estava presente na reunião, não revelou quaisquer detalhes sobre o seu paradeiro. Em 2015, o primeiro rascunho do roteiro do filme foi descoberto em um gabinete da Maine South High School, enquanto os funcionários do distrito mudavam os escritórios para um novo prédio.

### Cartaz do filme
O pôster do filme, apresentando os cinco personagens amontoados, foi fotografado por Annie Leibovitz no final das filmagens. O retrato dos cinco atores principais olhando para a câmera influenciou a forma como os filmes adolescentes foram comercializados a partir daquele momento. Leibovitz referiu-se à fotografia como uma representação dos cinco "tipos" da história usando termos ligeiramente diferentes daqueles usados no filme, afirmando: "Eles eram cinco adolescentes totalmente estranhos sem nada em comum, encontrando-se pela primeira vez. Um cérebro, uma beleza, um atleta, um rebelde e um recluso".
O cartaz do filme, incluindo o gesto do punho erguido por John Bender no final do filme, foi satirizado no pôster do filme de comédia de terror The Texas Chainsaw Massacre 2 lançado no ano seguinte.

## Trilha sonora
O álbum da trilha sonora do filme, The Breakfast Club (Original Motion Picture Soundtrack), foi produzida pelo músico pop britânico Keith Forsey, sendo lançada em 19 de fevereiro de 1985 pela A&M Records. O álbum alcançou a posição #17 na parada de álbuns Billboard 200 nos Estados Unidos. A música "Don't You (Forget About Me)", interpretada pela banda de rock escocesa Simple Minds, foi lançada como single em 23 de fevereiro de 1985, nos Estados Unidos e alcançou o primeiro lugar na Billboard Hot 100. Foi lançado em 8 de abril de 1985, no Reino Unido.

### Faixas
| Versão padrão |                                |                                  |         |  |
| N.º           | Título                         | Vários                           | Duração |  |
| 1.            | "Don't You (Forget About Me)"  | Simple Minds                     | 4:19    |  |
| 2.            | "Waiting"                      | E.G. Daily                       | 4:38    |  |
| 3.            | "Fire in the Twilight"         | Wang Chung                       | 3:52    |  |
| 4.            | "I'm the Dude" (instrumental)  | Keith Forsey                     | 2:09    |  |
| 5.            | "Heart Too Hot to Hold"        | Jesse Johnson, Stephanie Spruill | 4:25    |  |
| 6.            | "Dream Montage" (instrumental) | Keith Forsey                     | 2:38    |  |
| 7.            | "We Are Not Alone"             | Karla DeVito                     | 3:38    |  |
| 8.            | "Reggae" (instrumental)        | Keith Forsey                     | 3:07    |  |
| 9.            | "Didn't I Tell You?"           | Joyce Kennedy                    | 4:47    |  |
| 10.           | "Love Theme" (instrumental)    | Keith Forsey                     | 4:28    |  |

| Críticas profissionais | Críticas profissionais |
| Avaliações da crítica  | Avaliações da crítica  |
| Fonte                  | Avaliação              |
| ---------------------- | ---------------------- |
| AllMusic               | [ 22 ]                 |

### Visão geral
O álbum contém dez músicas que são tocadas parcialmente ao longo do filme, interpretadas por bandas e cantores do gênero rock e new wave, incluindo três músicas instrumentais do produtor musical Keith Forsey.
O hit internacional "Don't You (Forget About Me)", da banda Simple Minds, é tocado nos créditos de abertura e encerramento. Um videoclipe foi feito para esta música e para "Fire in the Twilight" de Wang Chung.
A trilha sonora não inclui a marcha "Colonel Bogey March" que os alunos assobiam em uma cena quando o vice-diretor Vernon entra na sala.

### Recepção crítica
Em uma crítica de 25 de junho de 1985 para o The Village Voice, o crítico musical Robert Christgau deu ao álbum um "D−" argumentando que o mesmo possui músicas "totalmente insignificantes", embora elogiou o Simple Minds pela faixa "Don't You (Forget About Me)".
Em uma revisão retrospectiva para o AllMusic, Stephen Thomas Erlewine deu à trilha sonora três de cinco estrelas e escreveu que, além da "obra-prima indiscutível" do Simple Minds, o álbum é em grande parte "descartável" e marcado por "artefatos dos anos 80" e "instrumentais esquecíveis".

## Lançamento
O filme teve sua premiere em Los Angeles em 7 de fevereiro de 1985. A Universal Pictures lançou o filme comercialmente nos cinemas da América do Norte em 15 de fevereiro de 1985. No Brasil, o filme chegou nos cinemas em 28 de junho de 1985 com o título Clube dos Cinco, seguido por um lançamento em Portugal em 5 de setembro do mesmo ano com o título O Clube.[carece de fontes?]

### Mídia doméstica
Pouco tempo depois do lançamento do filme nos cinemas, The Breakfast Club foi disponibilizado nos formatos VHS e LaserDisc.
Em 2003, o filme foi lançado pela primeira vez em DVD como parte da "Coleção High School Reunion". Em 2008, um DVD especial intitulado "Flashback Edition" foi lançado com vários recursos especiais, incluindo um comentário em áudio com Anthony Michael Hall e Judd Nelson. Uma edição em Blu-ray do filme foi lançada em 2010 como parte das comemorações do 25º aniversário do longa; em 2012, o filme foi relançado em DVD e cópia digital como parte da coleção do 100º aniversário da Universal. Em 10 de março de 2015, a edição do 30º aniversário foi lançada; nesta versão, The Breakfast Club foi remasterizado digitalmente sendo restaurado a partir dos negativos originais do filme em 35mm para melhor qualidade de imagem em DVD, HD Digital e Blu-ray.
A empresa The Criterion Collection lançou uma edição especial do filme num DVD de dois discos e um disco Blu-ray em 2 de janeiro de 2018. Este lançamento incluiu novos recursos, como cinquenta minutos de cenas extras, excluídas e estendidas, um press kit eletrônico, entrevistas com atores e produtores (novas e de arquivo), um trecho do programa de televisão Today de 1985 que abordava o lançamento do filme e um episódio do radiofônico This American Life que também fala sobre o longa.

## Recepção

### Resposta crítica
O crítico de cinema Roger Ebert premiou o filme com três estrelas de quatro e chamou as atuações de "maravilhosas", acrescentando que o filme era "mais ou menos previsível", mas "não precisa de revelações surpreendentes; é sobre crianças que crescem dispostas a conversar umas com as outras, e isso tem um ouvido surpreendentemente bom para a maneira como falam". Gene Siskel, crítico do Chicago Tribune, deu ao filme três estrelas e meia de quatro e escreveu: "Esta fórmula confessional funcionou em filmes tão diferentes como Quem Tem Medo de Virginia Woolf?, The Big Chill e My Dinner with Andre e funciona aqui também. Funciona especialmente bem em The Breakfast Club porque continuamos esperando que o filme saia de seu cenário claustrofóbico e nos dê uma típica cena de sexo ou violência de filme adolescente. Isso não significa que irá acontecer, para nossa alegria". Kathleen Carroll, do New York Daily News, declarou: "Hughes tem um talento maravilhoso para comunicar os sentimentos dos adolescentes, bem como um relacionamento óbvio com seu elenco excepcional - que merece notas altas".
Outras críticas foram menos positivas. Ao comentar sobre o filme para o jornal The New York Times, Janet Maslin escreveu: "Existem alguns bons jovens atores em The Breakfast Club, embora alguns deles tenham recebido papéis impossíveis de interpretar", nomeadamente Ally Sheedy e Judd Nelson, acrescentando: "As cinco jovens estrelas teriam se misturado bem, mesmo sem a franqueza fraudulenta do 'grupo de encontro' a que The Breakfast Club os força. O Sr. Hughes, tendo pensado nos personagens e simplesmente os juntado, deveria ter deixado tudo em paz". James Harwood, resenhando para a revista Variety, criticou o filme como uma produção que "provavelmente será profundamente profundo entre o público adolescente de hoje, o que significa que os jovens no filme passam a maior parte do tempo conversando uns com os outros em vez de dançar, largar as gavetas e jogar comida pelo ar. Isso, por outro lado, não deveria sugerir que eles tenham algo inteligente a dizer".
Entre as críticas retrospectivas, James Berardinelli escreveu em 1998: "Poucos argumentarão que The Breakfast Club é um grande filme, mas tem uma franqueza que é inesperada e refrescante em um mar de filmes muitas vezes genéricos com temática adolescente. O material é um um pouco falador (embora não de uma forma que faça com que alguém o confunda com algo de Éric Rohmer), mas é difícil não se deixar levar pelo mundo desses personagens".
No site agregador de críticas cinematográficas Rotten Tomatoes, o filme detém um índice de aprovação de 89% com base em 65 críticas, obtendo uma classificação média de 7,8/10; o consenso dos críticos do site diz: "The Breakfast Club é um olhar caloroso, perspicaz e muito engraçado sobre a vida interior dos adolescentes". O agregador de resenhas Metacritic atribuiu ao filme uma pontuação média ponderada de 66/100 com base em 25 resenhas de críticos convencionais, consideradas "críticas geralmente favoráveis".
Num comentário de 2015, o jornalista P. J. O'Rourke chamou The Breakfast Club e Ferris Bueller's Day Off de "obras-primas de Hughes". Ele descreveu o primeiro filme como um exemplo da política de Hughes, na medida em que os estudantes não organizam um protesto, mas "apresentam-se, como fazem os bons conservadores, como indivíduos e dão o maior valor, como estes conservadores fazem, à brincadeira. Caso contrário, conhecida como liberdade individual".

### Desempenho comercial
Lançado em 15 de fevereiro de 1985 nos cinemas estadunidenses, The Breakfast Club estreou em terceiro lugar nas bilheterias (atrás de Beverly Hills Cop e A Testemunha). Arrecadando US$ 45.875.171 no mercado interno e US$ 51.525.171 em todo o mundo, o filme se tornou um sucesso de bilheteria, considerando seu modesto orçamento de US$ 1 milhão.

## Temas
O tema principal do filme é a luta constante do adolescente americano para ser compreendido pelos adultos e por si mesmo. The Breakfast Club explora a pressão exercida sobre os adolescentes para que se encaixem em seus próprios domínios de construções sociais do ensino médio, bem como as elevadas expectativas de seus pais, professores e outras figuras de autoridade. Superficialmente, os personagens adolescentes no filme têm pouco em comum entre si. No entanto, à medida que o dia passa, eles eventualmente se unem por causa de um desdém comum pelas questões mencionadas anteriormente de pressão dos colegas e expectativas dos pais. A estereotipagem é outro tema: uma vez quebrados os estereótipos óbvios, os personagens "sentem empatia pelas lutas uns dos outros, descartam algumas das imprecisões de suas primeiras impressões e descobrem que são mais parecidos do que diferentes".
O personagem adulto principal, Sr. Vernon, não é retratado de maneira positiva. Ele consistentemente fala mal dos alunos e ostenta vigorosamente sua autoridade ao longo do filme. Bender é o único dos jovens que enfrenta Vernon.
Hughes mais tarde usou a ambientação da fictícia Shermer High School para rodar Weird Science em meados do mesmo ano.

## Legado
The Breakfast Club foi amplamente considerado um dos melhores filmes de temática adolescente dos anos 1980. Em 2008, a revista Empire classificou-o em 369º lugar em sua lista dos "500 melhores filmes de todos os tempos"; mais tarde, ficou em 38º lugar numa atualização da lista em 2014. Da mesma forma, o jornal The New York Times colocou o filme em sua lista dos "1000 melhores filmes de todos os tempos" enquanto a Entertainment Weekly classificou o filme em primeiro lugar em sua lista dos "50 melhores filmes de ensino médio". No filme de paródia de 2001, Not Another Teen Movie, Gleason reprisou seu papel como vice-diretor Vernon em uma curta cena que parodia The Breakfast Club.
Em 2005, o filme recebeu o Silver Bucket of Excellence Award em homenagem ao seu 20º aniversário no MTV Movie Awards. Para o evento, a MTV tentou reunir o elenco original. Sheedy, Ringwald e Hall apareceram juntos no palco, com Kapelos na plateia; Gleason entregou o prêmio aos seus ex-colegas de elenco. Estevez não pôde comparecer por causa de outros compromissos, enquanto Nelson apareceu no início do show, mas saiu antes da reunião no palco, o que levou Hall a brincar que os dois estavam "na África com Dave Chappelle"; a banda Pop-punk Yellowcard cantou a música-tema do Simple Minds para o filme, "Don't You (Forget About Me)", na premiação. Durante a 82º cerimônia do Óscar (realizada em 7 de março de 2010), Sheedy, Hall, Ringwald e Nelson apareceram em uma homenagem a John Hughes - que havia falecido no ano anterior - junto com outros atores que trabalharam com ele, incluindo Jon Cryer de Pretty in Pink, Matthew Broderick de Ferris Bueller's Day Off e Macaulay Culkin de Home Alone. Em 2012, a série de televisão Victorious da Nickelodeon teve sua própria paródia do filme, no episódio intitulado "The Breakfast Bunch".
Em 2018, a revista The New Yorker publicou um artigo escrito por Ringwald no qual ela criticava os filmes de Hughes em meio ao contexto do Movimento Me Too, começando com uma discussão sobre como ela explicou à filha de dez anos o que aconteceu na cena em que a sua personagem Claire parece ter sido agredida sexualmente debaixo da mesa da biblioteca quando John se escondia do vice-diretor Vernon. O ensaio originou algumas críticas com muitos acusando Ringwald de ser mal-agradecida com Hughes, uma vez que foi o diretor que a levou ao estrelato no cinema. Ringwald teve o apoio de Jenny Han, que declarou que as roupas que a personagem usava poderiam muito bem ser mais "longas e justas", o que ajudaria a respeitar mais as partes íntimas da atriz na cena.

## Sequência cancelada
Hughes havia considerado uma sequência para o filme, com foco na reunião dos adolescentes anos depois, na casa dos 30 anos, só que agora sendo o oposto de como eram no primeiro filme. A ideia para um projeto, no entanto, jamais foi colocada em prática pelo diretor, que morreu em 2009 vítima de um ataque cardíaco.